# Automake
Automake — це утиліта для автоматичної генерації з Makefile.am файлів Makefile.in, які відповідають стандартам GNU Makefile. Файл Makefile.am, в свою чергу, містить набір змінних.
Кожен такий файл обробляється для створення Makefile.in, зазвичай для проекту має бути один Makefile.am файл.
Основна мета використання Automake — перекласти задачу супроводження Makefile з ведучого розробника проекту GNU на людину, що супроводжує Automake.